# 西原加純
西原 加純（にしはら かすみ、1989年3月1日 - ）は、日本の陸上競技選手である。専門は中長距離・長距離種目。シスメックス女子陸上競技部所属。

## 経歴・人物
京都府与謝郡与謝野町出身。京都府立宮津高等学校、佛教大学教育学部臨床心理学科卒業。
2009年の夏季ユニバーシアード10000mで金メダル、5000mで銀メダルを獲得。
2010年の皇后盃全国都道府県対抗女子駅伝競走大会では1区区間賞を獲得。同年の全日本大学女子駅伝対校選手権大会では3区で28分58秒の区間新記録を樹立して、佛教大学の大会2連覇に貢献した。同年の国際千葉駅伝では日本学生選抜のメンバーとして出場、4区（5.0 km）を走り、16分2秒の区間賞を獲得して日本学生選抜の大会初優勝に大きく貢献して女子の優秀選手に選ばれた。
2011年4月にヤマダ電機へ入社。所属部署は総務部庶務渉外部。同年の全日本実業団対抗陸上競技選手権大会 10000mで初優勝。
日本選手権では2014年、2015年と 10000mで2連覇。また、国体5000mも2014年、2015年、2016年と3連覇中である。
2021年2月にシスメックス女子陸上競技部に移籍。

## 自己ベスト
- 3000m - 9分15秒09 （2006年11月19日）
- 5000m - 15分20秒20 （2015年7月18日）
- 10000m - 31分53秒69 （2014年4月20日）
- ハーフマラソン - 1時間11分58秒 （2009年3月8日）

## 脚註
1. ↑  「［ひと人みやこ］佛教大陸上競技部主将 西原加純さん21」 読売新聞2010年3月5日大阪朝刊、27ページ
2. ↑  「［顔］全日本大学女子駅伝で2連覇した佛教大の主将 西原加純さん」 読売新聞2010年10月25日東京朝刊、2ページ